# Quincy Diggs
Quincy Johann Diggs (* 8. April 1990 in Wichita, Kansas) ist ein österreichisch-amerikanischer Basketballspieler. Nach dem Studium in seinem Heimatland begann Diggs schließlich eine professionelle Karriere in Europa, wo er zunächst mit den Oberwart Gunners ein Double in Österreich gewann und 2015/16 MVP der Admiral Basketball Bundesliga wurde. Nach einer Saison in der deutschen Basketball-Bundesliga bei den Eisbären Bremerhaven folgten Vereinszugehörigkeiten in weiteren europäischen Ländern.

## Karriere
Der in Kansas geborene Diggs besuchte die Plano East High School in Plano (Texas) im Dallas-Fort-Worth-Metroplex, bevor er nach einem Jahr an der Southwest Academy Prep School 2009 zum Studium nach Louisiana an die University of New Orleans ging. Hier spielte er für die Hochschulmannschaft Privateers in der Sun Belt Conference der NCAA. Diggs hatte ein eher unauffälliges Jahr als „Freshman“ in dieser Hochschulmannschaft, wo er zweimal in 27 Spielen zweistellig punktete. Die Privateers, die in jener Saison mit drei Siegen in 18 Conference-Spielen auch die schlechteste Mannschaft der Sun Belt waren, wurden jedoch nach Saisonende zunächst in die Division II der NCAA zurückgezogen, weshalb Diggs die Hochschule wechselte und an die University of Akron im gleichnamigen Ort in Ohio ging. Nach dem Rückzug der Privateers blieb Diggs auch frei von der sonst für den Hochschulwechsel verpflichtenden einjährigen Pause von Meisterschaftsspielen und war für die Hochschulmannschaft Zips sofort in der Mid-American Conference (MAC) spielberechtigt.
Nach einer mittelmäßigen Hauptrunde erreichten die Zips 2011 das Endspiel im MAC-Meisterschaftsturnier, das sie nach Verlängerung gegen Hauptrundenersten und Erzrivalen Golden Flashes der Kent State University mit einem Punkt Unterschied gewannen, nachdem in den dramatischen Schlusssekunden ein letzter Wurf des späteren Bundesliga-Profis Carlton Guyton durch die Zips geblockt wurde. Dadurch qualifizierten sich die Zips doch noch für die prestigeträchtige landesweite NCAA-Endrunde, wo sie jedoch in ihrem Auftaktspiel, als „Sophomore“ Diggs als einziger Spieler seiner Mannschaft eine zweistellige Punktausbeute erzielte, den in ihrer Region an zweiter Stelle gesetzten Fighting Irish der University of Notre Dame mit zweistelliger Differenz unterlagen und ausschieden.
Ein Jahr später zogen die Zips als Titelverteidiger und Hauptrundenerster, der die Golden Flashes im Halbfinale knapp mit vier Punkten bezwungen hatte, erneut ins Endspiel des MAC-Meisterschaftsturniers ein, das sie jedoch nun gegen die Bobcats der Ohio University knapp unter erneut dramatischen Umständen mit einem Punkt Unterschied verloren, als Diggs’ Verzweiflungswurf aus der eigenen Spielhälfte in der Schlusssekunde sein Ziel verfehlte. Als Finalverlierer reichte es noch zu einer Teilnahme am National Invitation Tournament 2012, bei dem man jedoch das Erstrundenspiel mit zwei Punkten Unterschied gegen die Wildcats der Northwestern University verlor, deren Topscorer der spätere Bundesliga-Profi Drew Crawford war. Diggs, der in seinen ersten beiden Spielzeiten für die Zips nur achtmal in 70 Spielen Starter war und als MAC Sixth Man of the Year 2012 ausgezeichnet worden war, wurde zur folgenden Saison jedoch von seiner Hochschule suspendiert, was Berichten zufolge auf eine aktenkundig gewordene private Auseinandersetzung zurückzuführen war. Nach einem Jahr Pause kehrte Diggs in die Mannschaft zurück, die 2013 während seiner Suspendierung wie schon 2011 das MAC-Turnier gewonnen hatte und in der NCAA-Auftaktrunde gescheitert war. Diesmal verlor man jedoch bereits im Halbfinale der MAC-Meisterschaft nach Verlängerung gegen den späteren Titelgewinner Western Michigan Broncos. So reichte es in der Postseason nur zu einer Teilnahme am College-Insider Tournament (CIT), bei dem man wie gewohnt gleich im ersten Spiel ausschied. Gegen die Mastodons der IPFW verlor man 91:97, was Diggs’ Karriere in der NCAA zum Abschluss brachte.
Nachdem Diggs nach seiner NCAA-Karriere nicht sofort Profi wurde, unterschrieb er schließlich 2015 einen Vertrag bei den Redwell Gunners aus Oberwart in der österreichischen Basketball-Bundesliga. Nachdem die Gunners unter dem neuen Trainer Chris Chougaz bereits im Januar 2016 vor heimischem Publikum den nationalen Cup gewonnen hatten, erreichten sie auch die Finalserie um die Meisterschaft, in der sie den WBC Raiffeisen Wels ohne Niederlage in drei Spielen besiegten und erstmals das Double holten. Diggs selbst wurde als MVP der Saison in Österreich ausgezeichnet. Anschließend wechselte Diggs in die deutsche Basketball-Bundesliga zu den Eisbären Bremerhaven, die zuvor nur knapp den Klassenerhalt erreicht hatten. In der Bundesliga-Spielzeit 2016/17 verbesserten sich die Eisbären mit Diggs zwar und gerieten nicht mehr in Abstiegsgefahr, doch von einer Teilnahme an den Play-offs um die Meisterschaft war man auf dem zwölften Platz immer noch weit entfernt. Mit durchschnittlich gut 13 Punkten pro Spiel war Diggs knapp vor Jordan Hulls mannschaftsintern bester Korbschütze Bremerhavens. Nach Saisonende unterschrieb Diggs früh einen Vertrag für die kommende Saison beim tschechischen Serienmeister ČEZ Basketball aus Nymburk, mit dem er auch erstmals in einem europäischen Vereinswettbewerb spielte.
Nach Stationen in mehreren anderen europäischen Ländern spielte er 2020/21 wieder in Oberwart. Anschließend wechselte er zu Fribourg Olympic ins Nachbarland Schweiz. Doch schon im Oktober 2021 trennte man sich wieder. Er hatte nur drei Ligaspiele für die Freiburger bestritten. Ab 2022 betrieb Diggs die herkömmliche Basketball-Spielart nicht mehr als Leistungssport, sondern widmete sich dem 3-gegen-3-Basketball. Nachdem er am 26. Oktober 2023 die österreichische Staatsbürgerschaft erhalten hatte, wurde Diggs im Februar 2024 in die österreichische Nationalmannschaft im 5-gegen-5 berufen. Er bestritt sein erstes Länderspiel gegen Armenien und blieb in diesem punktlos.
Ende Dezember 2024 kehrte Diggs zu den Oberwart Gunners zurück.